# Elbeuf-sur-Andelle
Elbeuf-sur-Andelle ist eine französische Gemeinde mit 446 Einwohnern (Stand: 1. Januar 2022) im Département Seine-Maritime in der Region Normandie (vor 2016: Haute-Normandie). Sie gehört zum Arrondissement Rouen und zum Kanton Le Mesnil-Esnard (bis 2015: Kanton Darnétal). Die Einwohner werden Elbeuviens genannt.

## Geographie
Elbeuf-sur-Andelle liegt etwa 20 Kilometer ostnordöstlich von Rouen an der Andelle und ihrem Zufluss Héron. Umgeben wird Elbeuf-sur-Andelle von den Nachbargemeinden Saint-Aignan-sur-Ry im Norden und Nordwesten, Morville-le-Héron im Norden und Osten, Croisy-sur-Andelle im Süden und Südosten sowie Saint-Denis-le-Thiboult im Westen und Südwesten.

## Einwohnerentwicklung
| 1962                      | 1968 | 1975 | 1982 | 1990 | 1999 | 2006 | 2013 |
| ------------------------- | ---- | ---- | ---- | ---- | ---- | ---- | ---- |
| 155                       | 147  | 127  | 184  | 245  | 284  | 362  | 461  |
| Quelle: Cassini und INSEE |      |      |      |      |      |      |      |

## Sehenswürdigkeiten
- Kirche Saint-Pierre-et-Saint-Paul, 1845 wieder errichtet
- Kapelle Notre-Dame
- Wassermühle

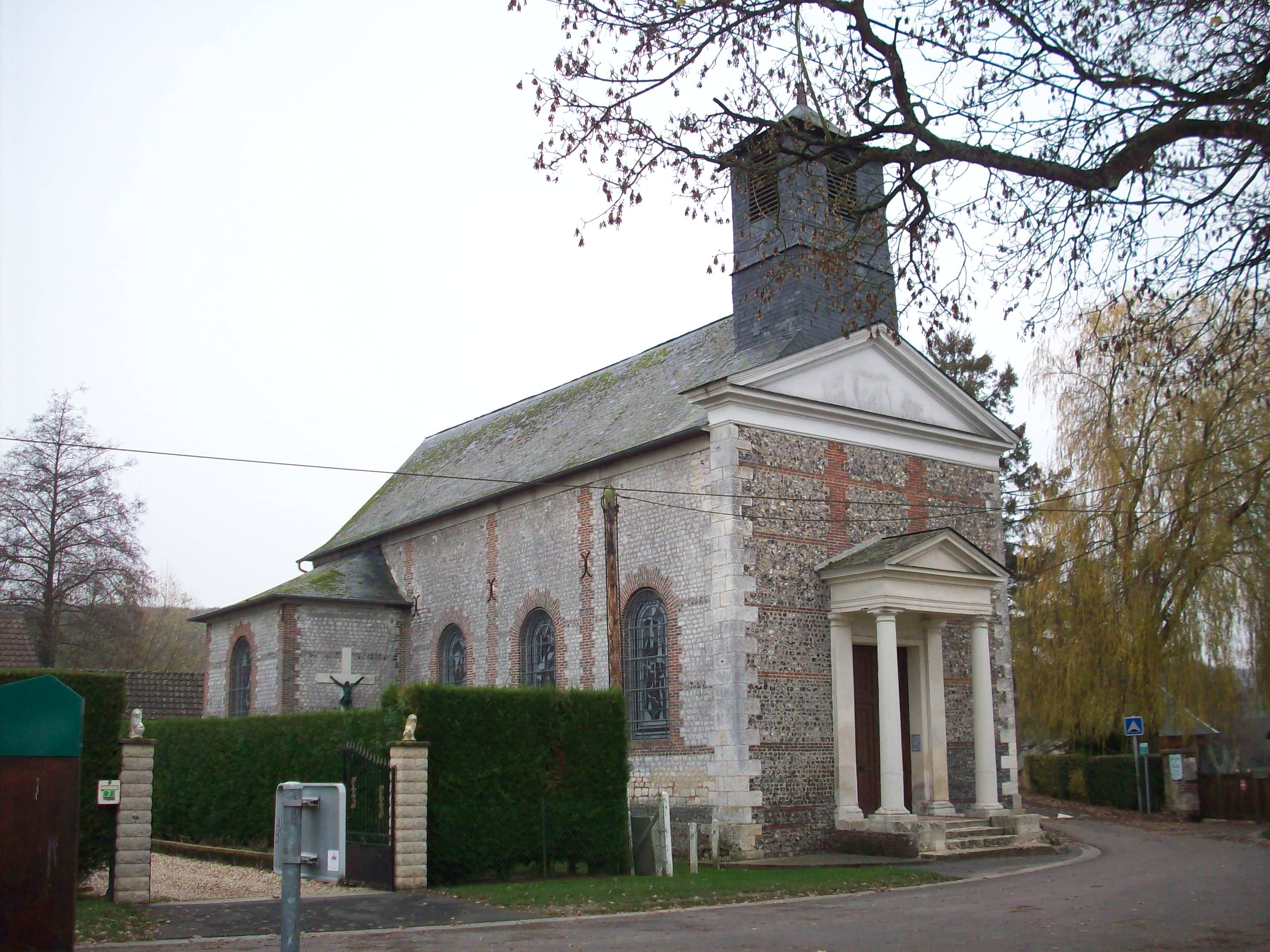
Kirche Saint-Pierre-et-Saint-Paul
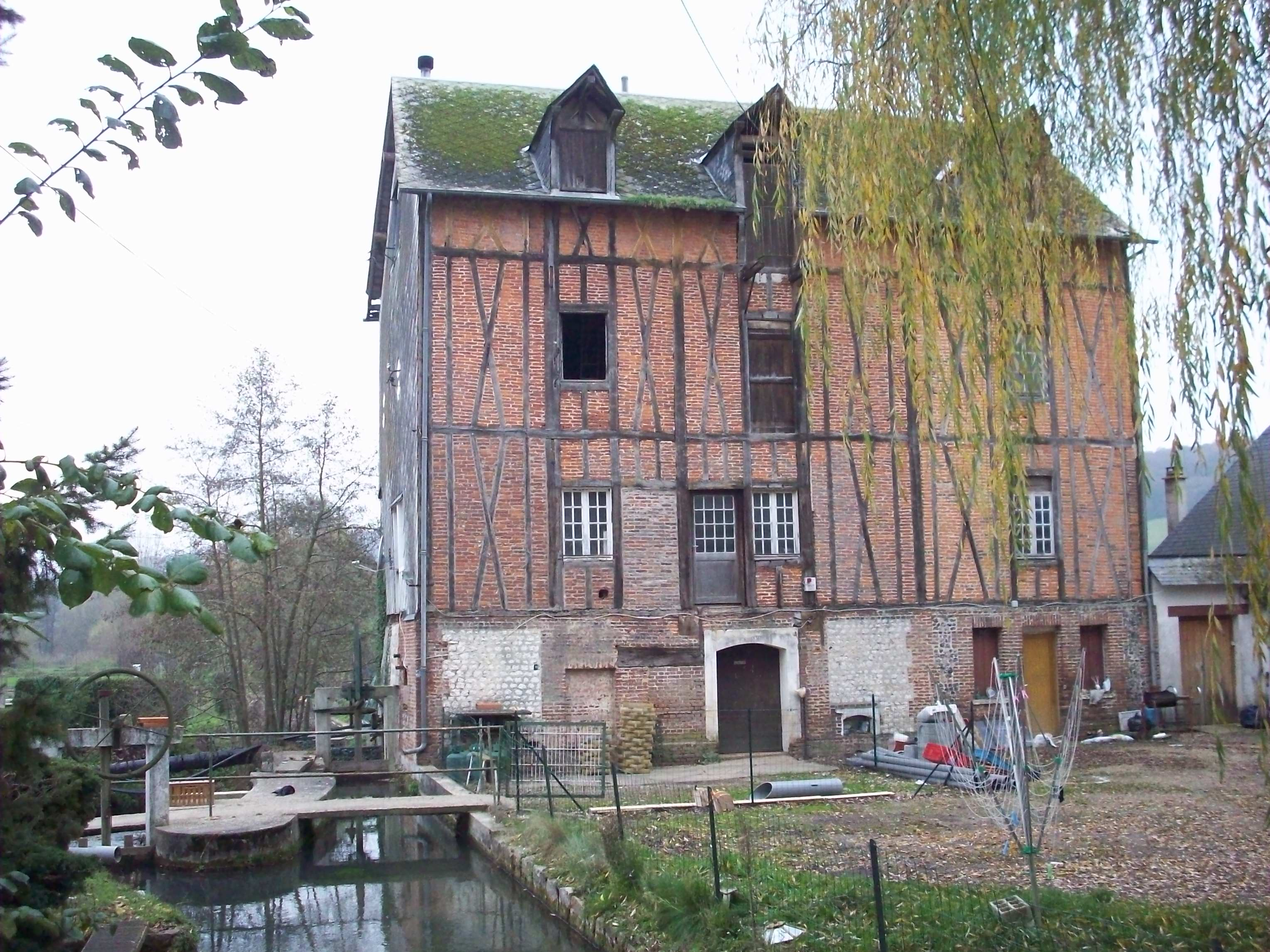
Wassermühle am Flüsschen Héron